# Goregrind
Goregrind là một thể loại âm nhạc ảnh hưởng bởi grindcore và death metal. Đúng với tên gọi, goregrind có thể xem là một nhánh con của grindcore hoặc death metal. Ban nhạc Carcass được xem là căn nguyên của thể loại này. Theo Matthew Harvey, 
| “ | Gore-Grind có đặc điểm là kiểu giọng đã qua pitch-shift hoặc cực thấp, sử dụng máu và giám định bệnh lý làm chủ đề độc nhất, và thường xuyên có nhịp rất nhanh. Những ban nhạc Grind-Gore cũng có xu hướng làm mới để tránh cho bản thân họ hoặc lời ca khúc trờ nên quá nghiêm trọng. Đây rõ ràng bới... sự thường xuyên phức tạp và ghê tởm không thể phủ nhận những yếu tố hoạt hình tô điểm cho nhiều kế hoạch ra album Gore-Grind. | ” |

## Lịch sử
Mặc dù sớm chịu tác động mạnh từ những album như Horrified của Repulsion và Ultimo Mondo Cannibale của Impetigo , nguồn gốc của thể loại này thực sự thuộc về ban nhạc Carcass của Anh , những người bắt đầu sự nghiệp vào cuối những năm 1980. Trong thời kì Reek of Putrefaction, Carcass sử dụng pitch shifter, hình ảnh của bệnh viện và các hệ cơ quan nội tạng, một sự lệch hướng khỏi chủ đề chính trị thường thấy hoặc lyric cánh tả thường được sử dụng trong hardcore punk và grindcore.

## Những nét đặc trưng
Zero Tolerance mô tả goregrind được định nghĩa bởi "detune guitar, blast drum (đôi khi sử dụng high-tune, tiếng kêu lanh canh của 'hộp thiếc bánh biscuit'), lyric ghê tởm và thường xử lý/bóp méo nặng nề chất giọng. Những ban nhạc goregrind thường sử dụng giọng cực thấp hoặc đã qua pitch-shift. Chủ đề của lyric thường là những chủ đề bạo lực bao gồm máu, giám định bệnh lý, cái chết, và cưỡng dâm. Lyric đôi khi có cảm giác mỉa mai của những bộ phim kinh dị hạng Z và không bị coi là nghiêm trọng. Cyjan, tay trống của ban nhạc goregrind Dead Infection của Ba Lan, bình luận, "Về khía cạnh âm nhạc, không có sự khác biệt thực sự nào giữa grindcore và goregrind, nhưng về lyric, trong khi cái đầu tiên là xã hội và có liên quan chính trị, goregrind, như ngụ ý của cái tên, giải quyết mọi thứ liên quan đến máu, khía cạnh bệnh lý hoặc những tai nạn mà hậu quả không tránh khỏi.

## Danh sách những ban nhạc goregrind nổi tiếng
| - Aborted - Carcass - Cattle Decapitation - The County Medical Examiners - Dead Infection - Exhumed - General Surgery - Haemorrhage - Impaled - Impetigo |  | - Inhume - Jig-Ai - Last Days of Humanity - Macabre - Machetazo - Pathologist - Regurgitate - Repulsion - Torsofuck - Xysma |